# 2013年羅傑斯盃
2013年羅傑斯盃，舉行在加拿大的室外硬地的網球巡迴賽，在ATP於加拿大蒙特婁舉行，也稱加拿大大師1000賽；在WTA於加拿大多倫多舉行。

## 冠軍

### 男子單打
拉斐爾·納達爾 擊敗  米洛斯·拉奧尼奇（6–2、6–2）
- 這是納達爾今年第8座冠軍與生涯第58座冠軍。

### 女子單打
沙蓮娜·威廉絲 擊敗  索拉納·克斯蒂（6–2、6–0）
- 這是小威廉絲今年第8座冠軍與生涯第54座冠軍。

### 男子雙打
亞歷山大·皮亞 /  布魯諾·蘇雷斯 擊敗  柯林·弗萊明 /  安迪·穆雷（6–4、7–64）

### 女子雙打
耶萊娜·揚科維奇 /  卡塔琳娜·斯雷博特尼克 擊敗  安娜·蓮娜·歌恩菲特 /  克韋塔·佩什克（5–7、6–1、[10–6]）

## 外部連結
- 官方網站（页面存档备份，存于）